# Бърз ресничестопръст гущер
Бързите ресничестопръсти гущери (Eremias velox) са вид влечуги от семейство Гущерови (Lacertidae).
Разпространени са в Централна Азия.
Таксонът е описан за пръв път от Петер Симон Палас през 1771 година.

## Подвидове
- Eremias velox borkini
- Eremias velox roborowskii
- Eremias velox velox